# Achimaas
Achimaas – postać biblijna ze Starego Testamentu, arcykapłan.
Syn Sadoka, arcykapłana. Ryzykował życiem jako szpieg dla króla Dawida w czasie rebelii Absaloma. 2 Sm 17,17 nn.; 18.